# علجوم سورينام

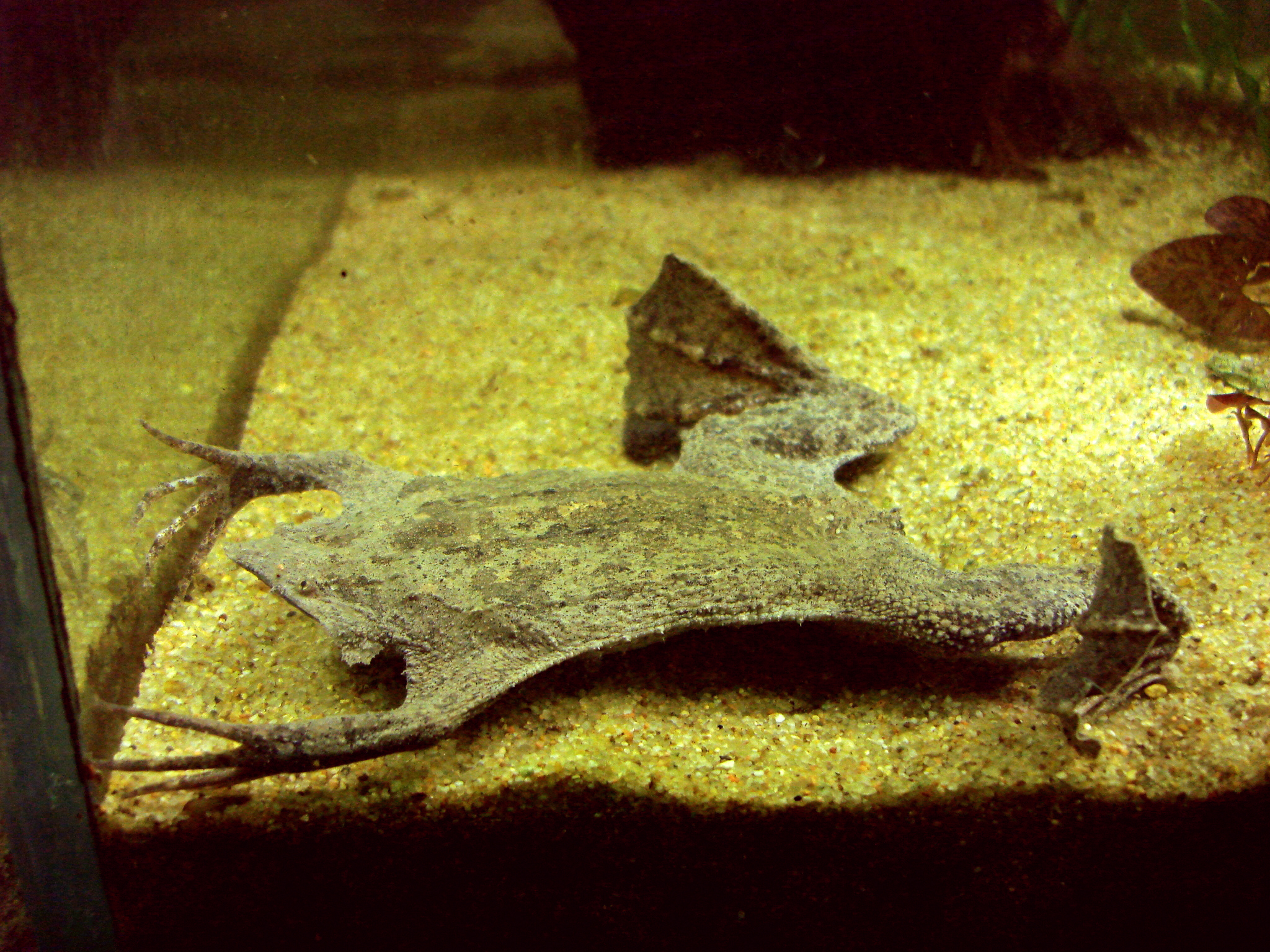
علجوم سورينام

علجوم سورينام والذي يعرف أيضاً باسم العلجوم النجمي الأصابع (بالإنجليزية: Surinam Toad أو Star-fingered Toad) هو حيوان برمائي من الضفادع الذي يتأصل من أمريكا الجنوبية. يتميز علجوم سورينام بشكله المفلطح المشابه لشكل أوراق الأشجار، وبعاداته الغريبة أثناء التكاثر، حيث يتم تثبيت البيوض على ظهور الإناث، وتغوص كل بيضة في فجوة جلدية، وعند فقس البيوض، تبقى الشراغف في هذه الفجوات حتى تصل لمرحلة البلوغ.

## معرض صور

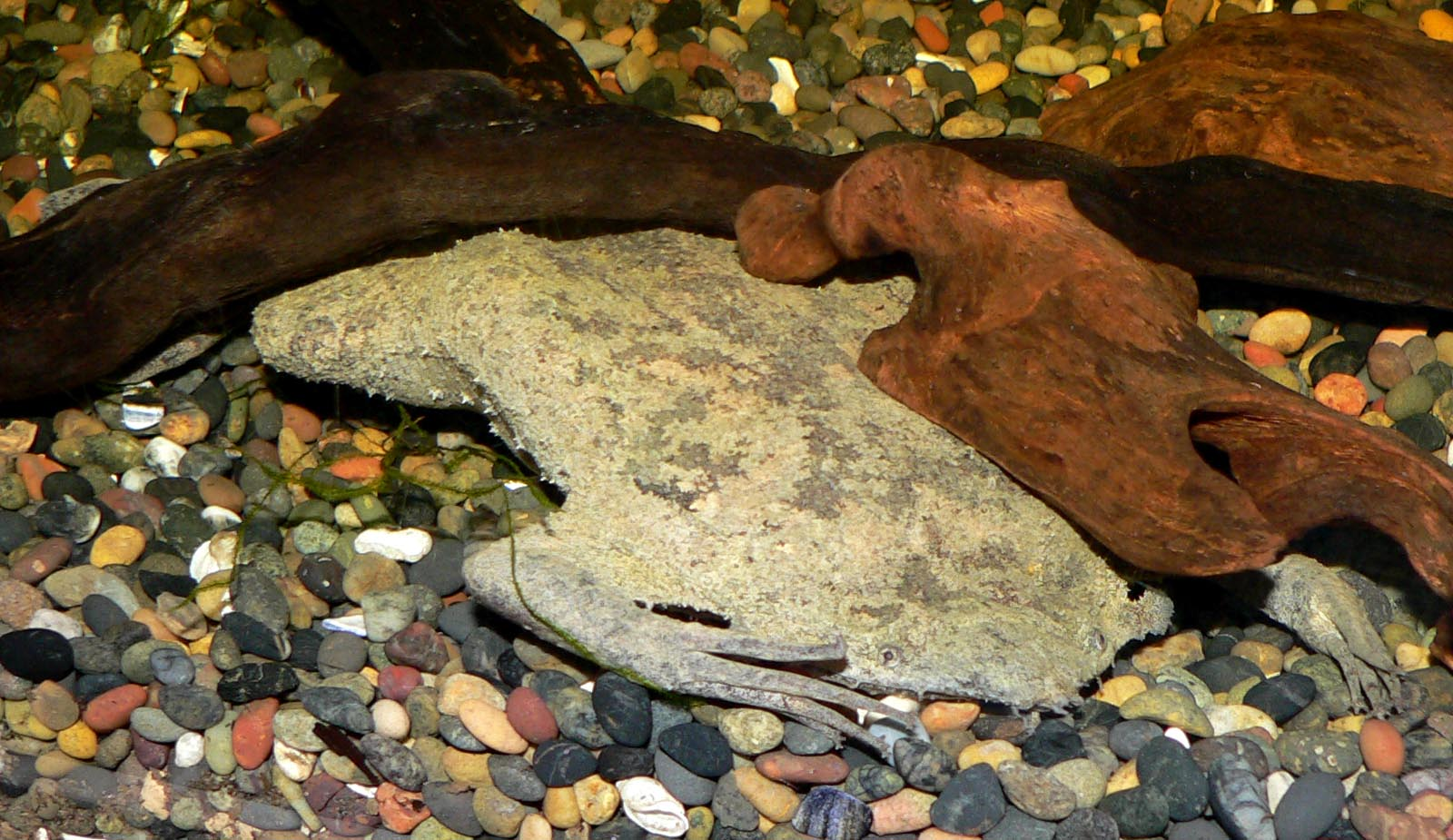
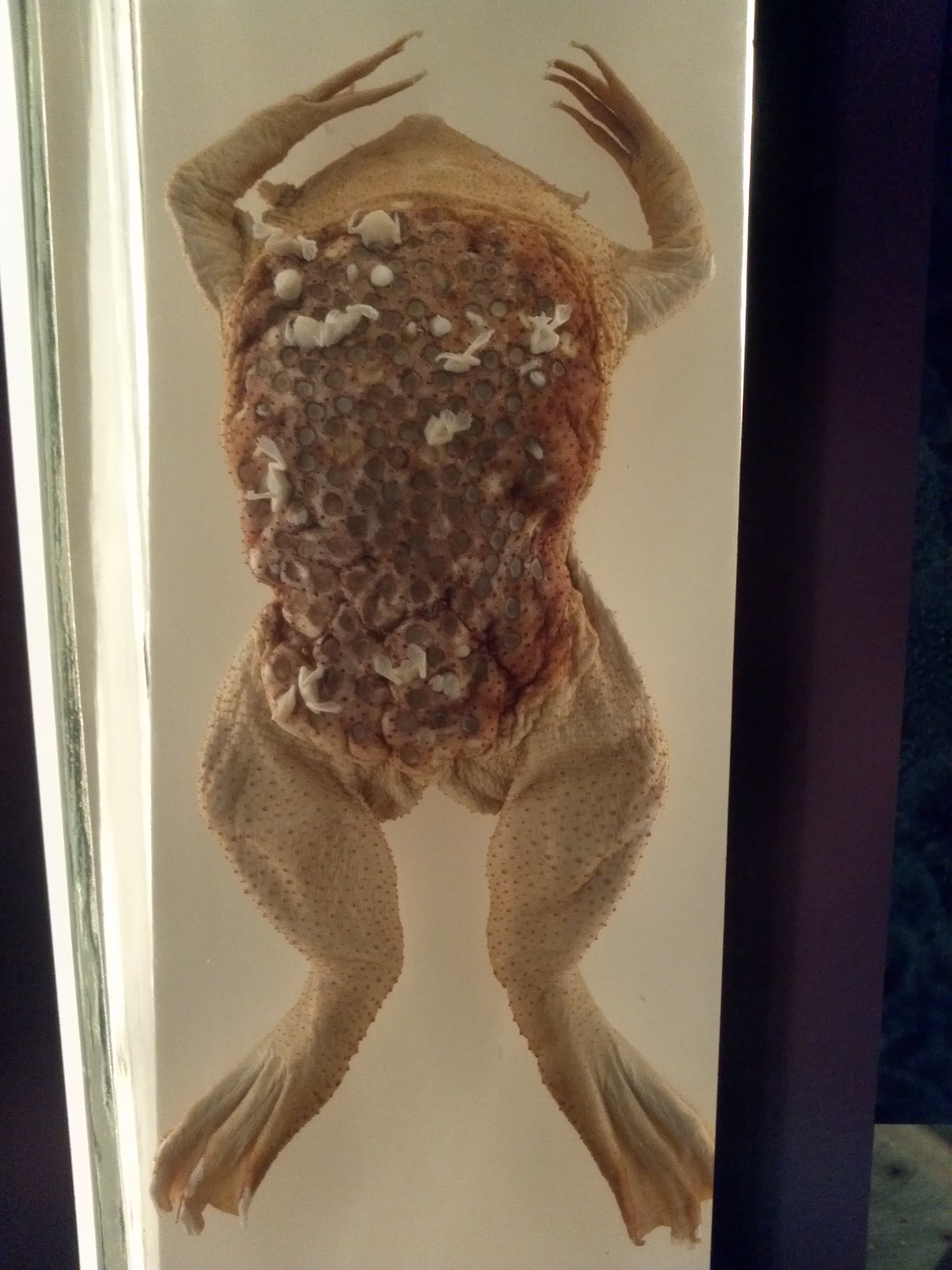
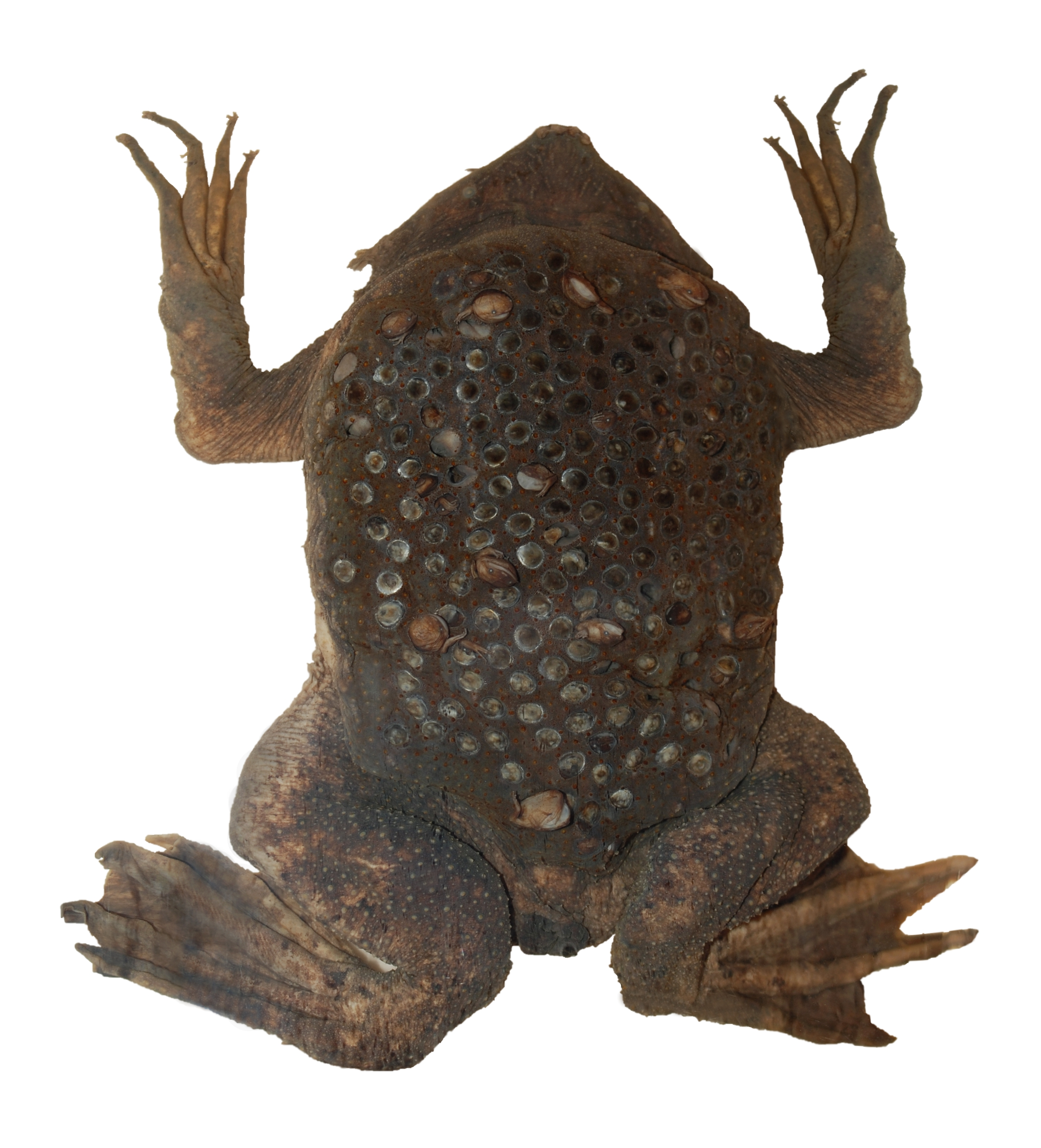
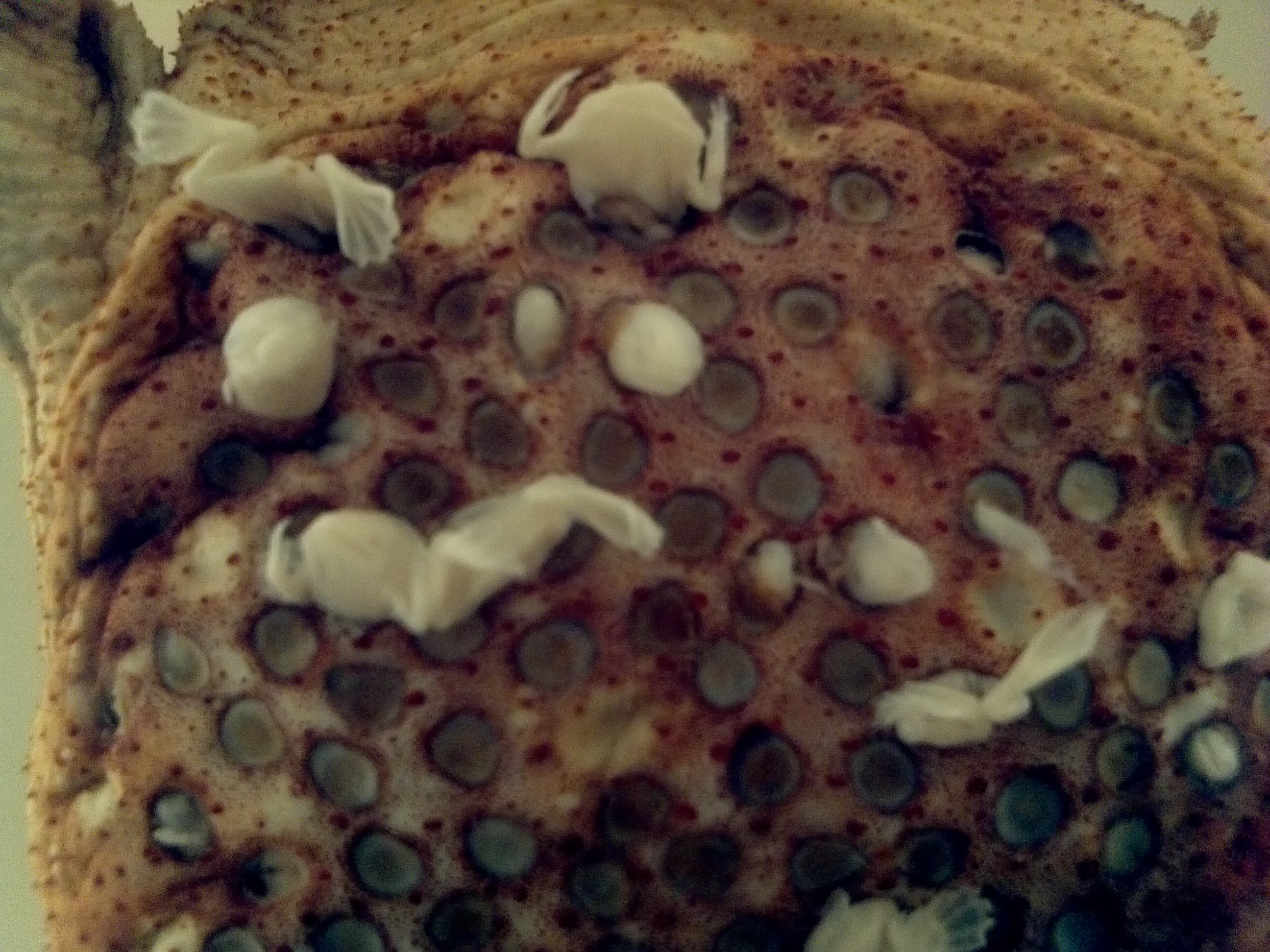